# Agram 2000
Agram 2000 je hrvaška brzostrelka, ki je bila ravzita na podlagi italijanske brzostrelke Beretta M12. Ime Agram je staro nemško poimenovanje Zagreba. Konstruktorja sta Mirko in Ivan Vugrek.
Agram so uporabljale hrvaške specialne sile v hrvaški osamosvojitveni vojni. Uporabljena je bila tudi v Bosni in Hercegovini ter v kosovski vojni. Zaradi slabe konstrukcije, ki je pogosto izmetovala naboje iz nabojnika, ni bila razširjena na fronti. Dosti bolj je priljubljen med kriminalnimi organizacijami na Balkanu, predvsem zaradi dostopnosti po vojnah v bivši Jugoslaviji. Poleg tega ima Agram višjo hitrost streljanja kot Beretta.